# Dos Margaritas
Dos Margaritas é um álbum de Paralamas do Sucesso lançado em 1994, e gravado em espanhol. Recebeu disco de ouro na Argentina. Suas faixas são quase as mesmas do álbum Severino, porém cantadas em espanhol.

## Faixas
1. Dos Margaritas 03:08 (Em Espanhol)
2. Coche Viejo 02:27 (Em Espanhol)
3. El Vampiro bajo el Sol 04:15 (Em Espanhol)
4. Vamo bate lata 02:58 (em português)
5. Go Back 03:05 (Em Espanhol)
6. Navegar Impreciso 03:27 (em português)
7. Casi un segundo 05:22 (Em Espanhol)
8. Cagaço 03:40 (em português)
9. Musico 03:12 (Em Espanhol)
10. El Amor Duerme 02:55 (Em Espanhol)
11. Não me Estrague o dia 02:21 (em português)
12. Sera Diferente 02:59 (Em Espanhol)
13. Varal 03:55 (em português)